# Petr Lysáček
Petr Lysáček (* 8. září 1975) je bývalý český fotbalista, záložník.

## Fotbalová kariéra
V české lize hrál za SK Sigma Olomouc a 1. FC Synot. V české lize nastoupil celkem v 19 utkáních a dal 1 gól. Ve slovenské lize hrál za FK ZŤS Dubnica, nastoupil ve 31 utkáních a dal 4 góly.

## Ligová bilance
| Ročník                          | Zápasy | Góly | Klub             |
| ------------------------------- | ------ | ---- | ---------------- |
| 1. česká fotbalová liga 1994/95 | 1      | 0    | SK Sigma Olomouc |
| Gambrinus liga 2000/01          | 17     | 1    | 1. FC Synot      |
| Gambrinus liga 2001/02          | 1      | 0    | 1. FC Synot      |
| Corgoň liga 2001/02             | 19     | 2    | FK ZŤS Dubnica   |
| Corgoň liga 2002/03             | 12     | 2    | FK ZŤS Dubnica   |
| CELKEM                          | 50     | 5    |                  |